# Teorema de Cayley-Hamilton

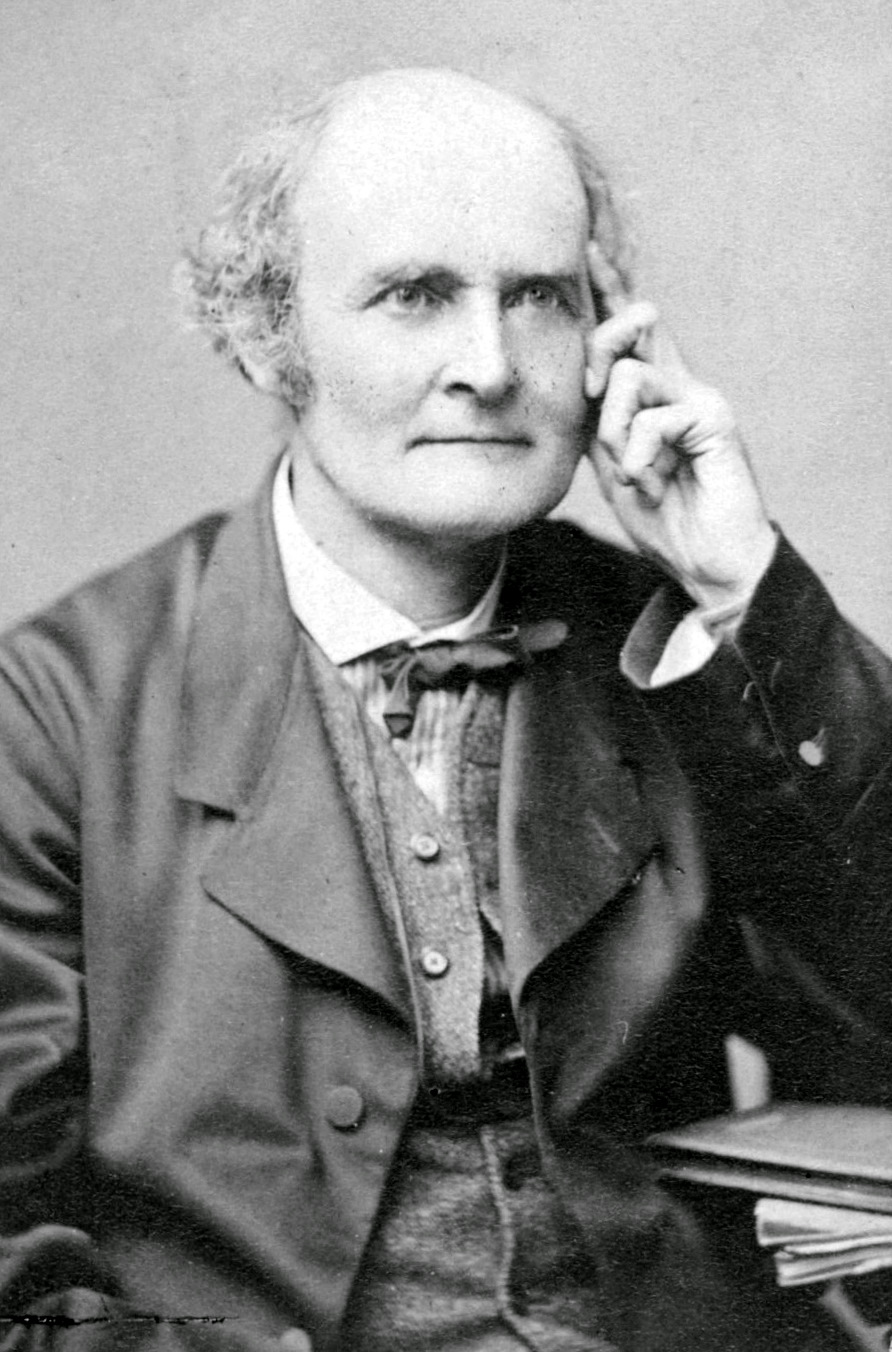
Arthur Cayley (Richmond, 16 de agosto de 1821 — Cambridge, 26 de janeiro de 1895) foi um matemático britânico. Ajudou a desenvolver o Teorema de Cayley-Hamilton. Foi o primeiro a definir o conceito de conjunto de forma moderna, e as suas contribuições incluem a multiplicação de matrizes e o teorema de Cayley.

Em álgebra linear, o teorema de Cayley-Hamilton (cujo nome faz referência aos matemáticos Arthur Cayley e William Hamilton) diz que o polinômio mínimo de uma matriz divide o seu polinômio característico.
Em outras palavras, seja {\displaystyle A} uma matriz {\displaystyle n\times n,} e {\displaystyle p(x)} o seu polinômio característico, definido por:
{\displaystyle p(x)=\det(xI_{n}-A)\,}
em que {\displaystyle \det } é a função determinante e {\displaystyle I_{n}} é a matriz identidade de ordem {\displaystyle n.}
Então
{\displaystyle p(A)=0,}
O teorema Cayley–Hamilton é equivalente à afirmação de que o polinômio mínimo de uma matriz quadrada divide seu polinômio característico. 